# Ascàlaf (fill d'Ares)
D'acord amb la mitologia grega, Ascàlaf (en grec antic Ἀσκάλαφος) va ser un heroi, fill d'Ares i d'Astíoque, filla d'Àctor.
Regnà a Orcomen juntament amb el seu germà Ialmen. Tots dos van participar en l'expedició dels argonautes. Sota el seu regnat, els minies van anar a la guerra de Troia, ja que els dos germans eren pretendents d'Helena. El seu contingent era de trenta naus, segons el Catàleg de les naus. Va morir a la guerra de Troia a mans de Deífob, un fill de Príam.